# Konstantínos Chalkiás
Konstantínos Chalkiás (en grec : Κωνσταντίνος Χαλκιάς), ou Kóstas Chalkiás (Κώστας Χαλκιάς), né le 30 mai 1974 à Larissa, est un footballeur international grec évoluant au poste de gardien.

## Biographie

### En sélection
Il remporte l'Euro 2004 avec l'équipe de Grèce. Il est alors le second gardien de l'équipe derrière Antónios Nikopolídis.

## Palmarès
- Vainqueur du Championnat d'Europe en 2004 avec la Grèce
- Champion de Grèce en 2004 avec le Panathinaïkos
- Vainqueur de la Coupe de Grèce en 2004 avec le Panathinaïkos